# Sosnovets
Sosnovets (Соснове́ц, carélien : Sosnovets, finnois : Sosnavitsa), est un village de la république de Carélie (Russie) dans le raïon de Belomorsk, centre administratif de la commune rurale de Sosnovets.

## Géographie
Le village se trouve au bord du canal de la mer Blanche à l'embouchure de la rivière Kopak et à 20 kilomètres au sud-ouest de Belomorsk.
Elle comprend deux hameaux formés autour des écluses n° 14 et n° 15 du canal de la mer Blanche.

## Histoire
Le village est connu depuis l'année 1885. Jusque dans les années 1920, il faisait parie de la volost de Chouïezero dans le gouvernement d'Olonets, puis il a fait partie de la commune rurale de Vygostrov. En 1926, la population n'était que de 12 habitants, tous Caréliens. Lorsque l'on a construit le canal de la mer Blanche, il y avait au village en 1931-1933 un des camps du Goulag dont les prisonniers construisaient le canal.
De 1949 à 1991, Sosnovets avait le statut de village de type urbain.

## Population
Le village comptait 3 319 habitants en 1959, 3 064 en 1970, 2 600 en 1996, 1 561 en 2010 et 1 533 en 2013.

## Infrastructures
La centrale hydroélectrique Matkojnenskaïa s'y trouve depuis 1953. Une exploitation industrielle de pisciculture y a ouvert en 1956, spécialisée dans la préparation de saumon, saumon de lac, d'omble chevalier, saumon rose.
Le canal de la mer Blanche est le principal employeur du village, dont deux écluses se trouvent sur son territoire. Il y a aussi un port, une gare de chemin de fer (Sosnovets), des magasins, un petit hôtel, une poste et une église dédiée à tous les saints (éparchie de Kostomoukcha). Le village possède aussi un dispensaire, une école moyenne, une usine de poissons et des exploitations de pierraille.

## Sépultures historiques
Le village possède un monument aux morts de soldats soviétiques tombés pendant la Grande Guerre patriotique. Dix-huit soldats y sont enterrés.
À deux kilomètres du village, on trouve un cimetière près du lac Soldatskoïe inscrit au patrimoine d'ouvriers morts pendant la construction du canal de la mer Blanche (1931-1933).

## Transport
Transport par voie routière, par le canal et par le chemin de fer.